# Type 92 Jyu-Sokosha
Xe bọc thép hạng nặng Type 92 (九二式重装甲車 Kyū-ni-shiki Jyū-sōkōsha) hay Type 92 cavalry tank là xe tăng siêu nhẹ đầu tiên của Đế quốc Nhật Bản.

## Đặc điểm

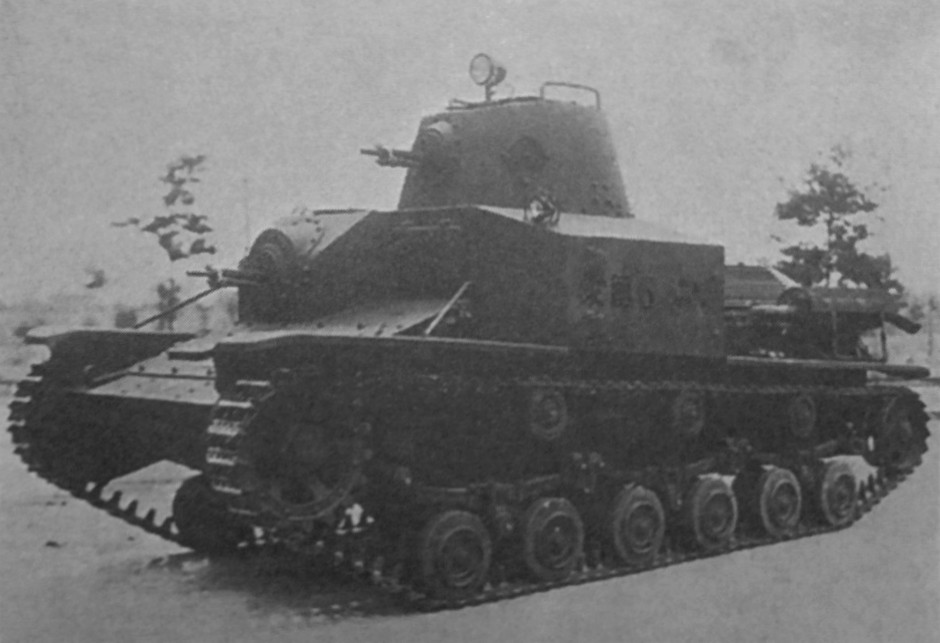
Xe tăng siêu nhẹ Type 92

Type 92 là tăng siêu nhẹ. Nó chỉ nặng 3,5 tấn.
Giáp Type 92 là loại giáp hàn. Độ dày lớn nhất trên thân là 6mm, còn trên tháp pháo là 12mm.
Khác biệt nhỏ với các xe tăng siêu nhẹ của phương tây là Type 92 có một tháp pháo quay 360 độ. Trên đó gắn súng máy hạng nặng Type 92 heavy machine gun. Vũ khí phụ là súng máy hạng nhẹ Shiki 11 (LMG) hoặc Shiki 97 (LMG).
Dù khá nhỏ và nhẹ, nhưng tốc độ tối đa của Type 92 chỉ vào khoảng 40 km/h.
Đầu năm 1933, một nỗ lực cải tạo tăng Type 92 được thực hiện. Pháo 37mm được gắn lên tháp pháo thay cho súng máy. Nhưng phiên bản này không thành công.

## Phiên bản
Có ba mẫu chính của Type 92 được sản xuất hàng loạt.
Mẫu thử nghiệm là loại xe lội nước Type 02 A-I-Go. Nhưng chỉ có 2 mẫu thử nghiệm loại này được hoàn thành.
Mẫu thứ nhất là mẫu gắn 2 súng máy 6,5 mm (trên tháp và thân). Nó được dùng trong cuộc tấn công vào Harbin năm 1932.
Mẫu thứ hai là mẫu gắn súng máy hạng nặng 13,2mm. Chiếc đầu tiên được giao cho quân đội năm 1933.
Mẫu cuối cùng trong kiểu Type 92 được triển khai ở Mãn Châu Quốc vào tháng 4 năm 1942. Thay đổi bao gồm việc thiết kế lại ô cửa sổ và khe nhìn mới cho lái xe, và tháp pháo được thay súng chính bằng súng máy Kiểu 96, loại nòng 7.7 mm.